# Gibson Guitar Corporation

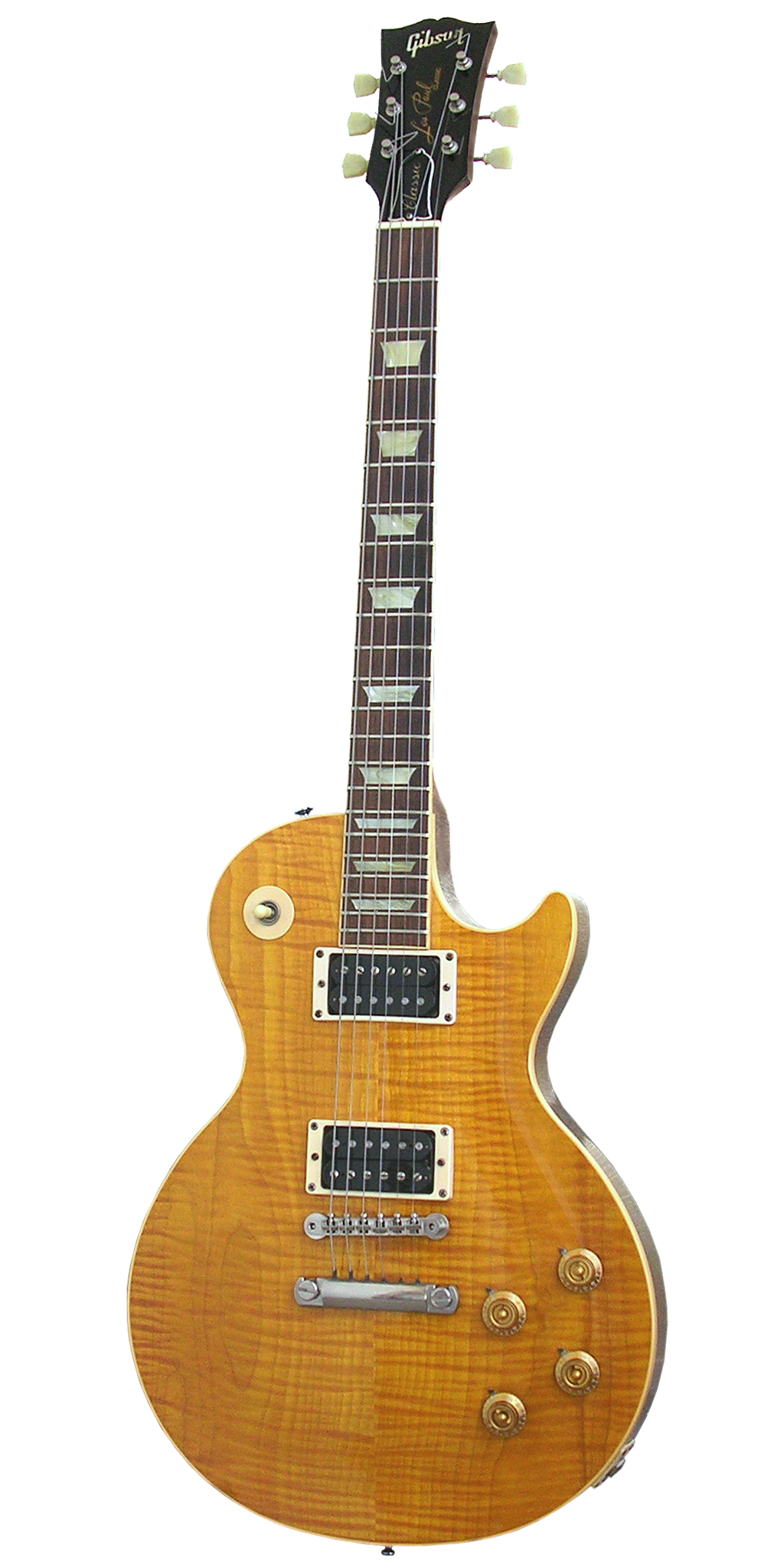
Gibson Les Paul

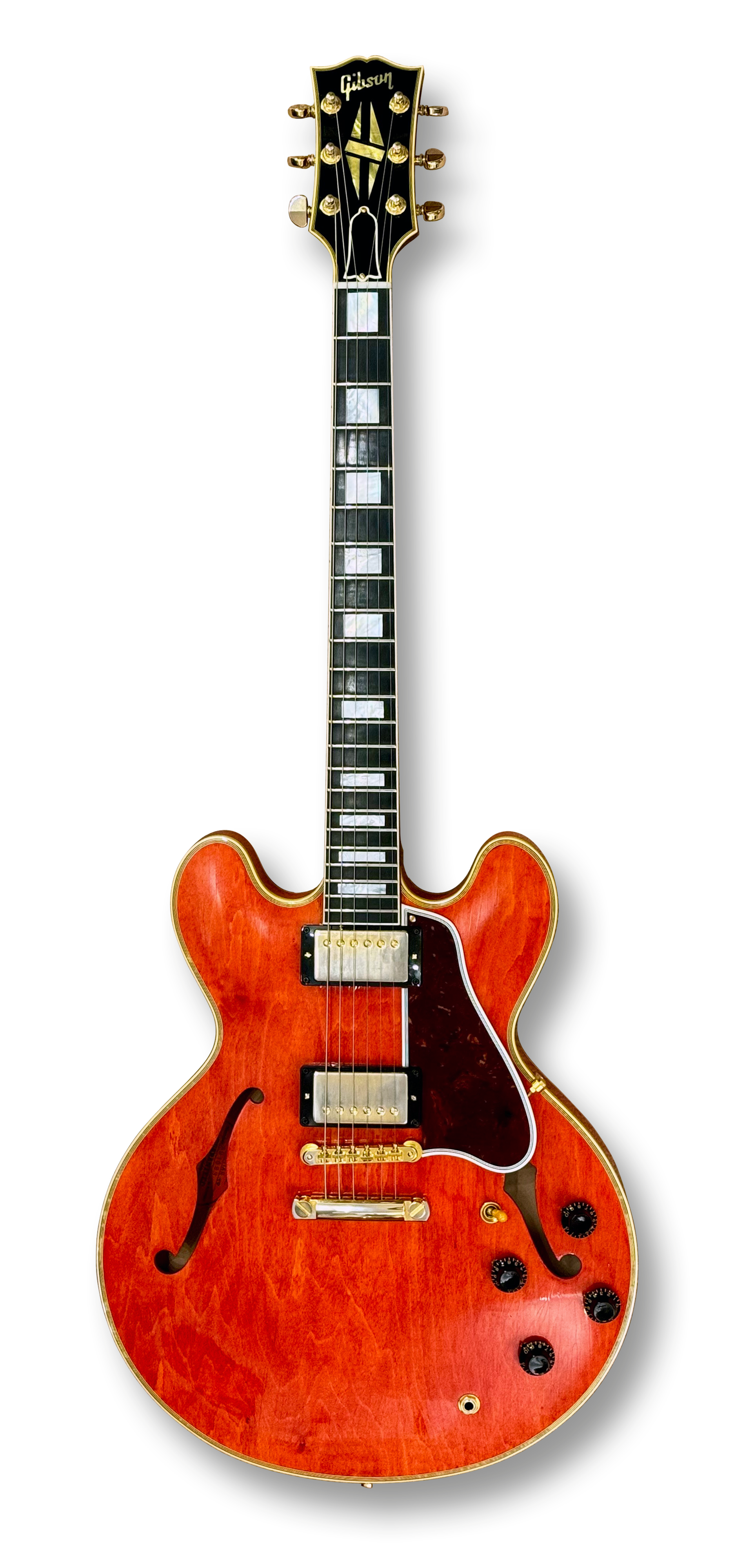
Gibson ES 355 '59 (Gibson Custom Shop)

Die Gibson Guitar Corporation (kurz Gibson, Aussprache: [ˈɡibsən]), gegründet 1902, mit heutigem Sitz in Nashville, Tennessee, USA ist einer der ältesten und bekanntesten US-amerikanischen Hersteller von Zupfinstrumenten – Banjos, Mandolinen, Gitarren, E-Gitarren und E-Bässen – sowie von Gitarrenverstärkern. Diese Instrumente werden auch unter der Marke „Gibson“ vertrieben. Zum Gibson-Konzern gehören weitere bekannte Gitarrenmarken wie Epiphone, Kramer, Dobro und Steinberger sowie u. a. die Instrumentenmarken Wurlitzer (Elektrische Orgeln, Klaviere), Oberheim (Synthesizer) und Slingerland (Schlagzeuge).
Neben Mitbewerber Fender ist Gibson eines der Pionierunternehmen bei der Entwicklung der E-Gitarre. Die weltweit erste industriell in Serie hergestellte E-Gitarre war 1936 eine Gibson – das Modell ES-150. Die seit 1952 hergestellte Gibson Les Paul gilt neben der Fender Stratocaster und der Fender Telecaster als der Klassiker unter den E-Gitarren.
Mit Mesa/Boogie gehört seit Januar 2021 auch ein US-amerikanischer Hersteller von Verstärkern für E-Gitarren und E-Bässen zum Konzern.

## Der Namensgeber
Orville Gibson, Namensgeber für die spätere Gibson Guitar Corporation, wurde 1856 bei Chateaugay im US-Bundesstaat New York geboren. Im Jahr 1881 war der junge Gibson im Melderegister von Kalamazoo im US-Staat Michigan aufgeführt. Nach einigen anderen beruflichen Tätigkeiten führte er ab 1894 einen auf Mandolinen spezialisierten Laden für Musikinstrumente in Kalamazoo. Während dieser Zeit experimentierte er mit der Übertragung von Herstellungsverfahren aus dem Geigenbau auf Zupfinstrumente. Im Jahr 1898 erhielt er ein US-Patent für ein Konstruktionsprinzip für Archtop-Mandolinen und -Gitarren. Anfang 1902 verkaufte Gibson die Rechte an der Verwendung seines Namens und des Patents an eine Gruppe Geschäftsleute, die im selben Jahr die Gibson Mandolin-Guitar Manufacturing Company gründeten und Orville Gibson als Berater anstellten. Der erste Katalog von Gibson erschien 1903 und bot Mandolinen, Mandolas, Gitarren und „Harp“-Gitarren an. Bereits im selben Jahr verließ Orville Gibson das Unternehmen, woraufhin ihm für die folgenden fünf Jahre eine jährliche Abfindung sowie eine lebenslange monatliche Rente zugestanden wurden. Orville Gibson starb 1918 im Alter von 62 Jahren.

## Unternehmensgeschichte

### Gründung
Seit Beginn des 20. Jahrhunderts war Gibson als Hersteller hochwertiger Mandolinen, Banjos und Ukulelen bekannt. Zur Förderung des Umsatzes setzte Gibson auf ein seinerzeit ungewöhnliches Vertriebssystem, das, anstatt sich auf den Einzelhandel zu konzentrieren, besonders Mandolinenlehrer als Vertriebs- und Werbepartner einsetzte. Im Jahr 1919 wurde der landesweit bekannte Mandolinen-Virtuose Lloyd Loar als Leiter der Entwicklungs-Abteilung eingestellt. Mit seiner einschlägigen praktischen Erfahrung war Lloyd der ideale Mann, der die von Orville Gibson angestoßenen Entwicklungen weiterzuführen imstande war. Die ersten Instrumente, für die Lloyd komplett verantwortlich zeichnete, waren die F-5 Mandoline und eine Gitarre mit der Typen-Bezeichnung L-5 (1923).
Als in den 1920er-Jahren Popularität von und Nachfrage nach Ukulelen und Banjos stetig fiel, jene nach Gitarren aber heftig anstieg, verlagerte Gibson den Produktionsschwerpunkt. So wurden im Jahre 1926 bei Gibson noch über 6.000 Ukulelen und 1.433 Gitarren hergestellt; im Jahr 1935 jedoch noch 197 Ukulelen, aber 20.575 Gitarren. Auch auf diesem neuen Markt stellte sich das Unternehmen als beständiger Innovator heraus. Eine der bahnbrechenden Entwicklungen von Gibson auf diesem Gebiet ist der Einsatz von einstellbaren metallenen Spannstäben (truss rod), die versenkt in die Hälse der Instrumente eingebaut wurden. Diese verstärkten nicht nur den Instrumentenhals, sondern hatten besonders den Zweck, die Krümmung des Halses (und damit die Saitenlage) zu justieren und so gegebenenfalls Verziehungen auszugleichen. Halsspannstäbe kommen heute in nahezu allen Gitarrenmodellen zum Einsatz. Ebenfalls in den 20er-Jahren begann Gibson, mit elektromagnetischen Tonabnehmern zu experimentieren. Im Jahr 1936 stellte Gibson mit der ES-150 die erste Gitarre vor, die serienmäßig mit einem solchen Tonabnehmer ausgestattet war.

### Nach dem Zweiten Weltkrieg
Der durch den Zweiten Weltkrieg bedingte Materialmangel bereitete dem Instrumentenbau erhebliche Probleme. 1944 entschloss sich Gibson daher zu einer Kooperation mit CMI (Chicago Musical Instruments Co.), einem der größten Musikinstrumenten-Vertriebe der USA.
Im Jahr 1952 erschienen die ersten Modelle der Gibson Les Paul auf dem Markt, die allerdings nach schleppenden Verkaufszahlen 1961 wieder eingestellt wurde. Nachdem die Les Paul in den 1960er Jahren zur Kultgitarre des aufstrebenden Bluesrock wurde, entschied man sich bei Gibson im Jahr 1967 zur Wiederaufnahme der Produktion.
Aufgrund der Erfolge der Marke Gibson wurde CMI im Jahr 1969 von Norlin Industries aufgekauft („Norlin-Ära“). Ziel des Konzerns war die Gewinnoptimierung durch ökonomischere Herstellungsmethoden. In der Folge spielte in der Produktion von Gibson die Kostenreduzierung eine große Rolle, was sich nachhaltig negativ auf die Qualität der Instrumente auswirkte. So wurden aus Kostengründen zum Beispiel preiswertere Hölzer verwendet und Laminate statt Massivhölzern verbaut. Dies verminderte jedoch die Klangqualität der Instrumente, so dass das Unternehmen letztlich Umsatzeinbußen verzeichnen musste.
Als in den 1980er-Jahren eine Flaute im Musikgeschäft dazu führte, dass Gibson aufgrund hochpreisiger Instrumente in zum Teil bestenfalls mittelmäßiger Fertigungsqualität weiter an Marktanteilen verlor, entschloss Norlin Industries sich, das für sie unrentabel gewordene Geschäftsfeld aufzugeben.
Im Januar 1986 wurde Gibson von einer neuen Unternehmensleitung, angeführt von Henry Juszkiewicz, Gery Zebrowski und David Berryman, übernommen. Das neue Management zeigte Gespür für die Wünsche des Marktes und hielt an der Idee der Rückbesinnung auf die Vorzüge der besten Vintage-Instrumente fest. Auch wurde nach Norlins Ausstieg wieder mehr Wert auf Qualität gelegt, wenn auch die Serien-Gibson-Instrumente nicht mehr die Qualität der Zeit vor 1969 erreichten. Lediglich die in der Produktlinie Custom Shop verkauften hochpreisigen Instrumente von Gibson erreichen diese Qualität annähernd.
Januar 2012 erwarb Gibson Anteile an der Onkyo Corporation in Japan sowie die mehrheitlichen Anteile an Onkyo USA und wurde damit zweitgrößter Gesellschafter des Audio-Herstellers. Im April 2013 erfolgte die Übernahme von TEAC für $52 Mio. 2014 wurde für 135 Millionen Dollar WOOX Innovation, die Audio-, Video-, Multimedia- und Zubehörsparte von Philips gekauft.

### Nach der Insolvenz 2018
Im Februar 2018 wurde bekannt, dass das Unternehmen kurz vor der Zahlungsunfähigkeit stehe. Gibson hatte Verbindlichkeiten in Höhe von über 500 Millionen Dollar angehäuft, die im laufenden Jahr bedient werden müssten. Zwischen 2013 und 2016 war der Umsatz von 2,1 Milliarden US-Dollar auf 1,7 Milliarden US-Dollar gesunken.
Am 1. Mai 2018 meldete Gibson Insolvenz an und legte eine Vereinbarung mit mehr als zwei Dritteln ihrer Gläubiger über eine Umstrukturierung vor. Das Unternehmen konnte schließlich mit der Hilfe des U.S.-amerikanischen Alternative-Country-Musikers Nat Zilkha und der Investmentgesellschaft Kohlberg Kravis Roberts & Co. gerettet werden, bei der der Gitarrist seit 2007 als "Head of Special Situations" und Partner tätig ist. Am 2. Oktober 2018 wurde das Unternehmen durch richterliche Zustimmung aus der gesetzlichen Beaufsichtigung entlassen und in die Eigentümerschaft von Kohlberg Kravis Roberts & Co. und weiteren Investoren übergeben. Am 23. Oktober wurde das neue Management von Gibson mit James Curleigh als neuen CEO bekanntgegeben.
Im Januar 2021 wurde der US-amerikanische Verstärkerhersteller Mesa/Boogie übernommen.
Im Mai 2023 verließ James („JC“) Curleigh Gibson und wurde ad interim durch den bisherigen Marken-Chef Cesar Gueikian ersetzt. Gleichzeitig wurde Luke Ericson zum Interim-COO ernannt.

### Vorwürfe von Umweltschützern
Im November 2009 und erneut im August 2011 durchsuchten US-Bundesbehörden die Geschäftsräume von Gibson und beschlagnahmten Tropenhölzer wie Ebenholz und Palisander, daraus hergestellte Instrumente sowie Aktenmaterial. Das Holz soll aus illegalem Holzeinschlag auf Madagaskar und in Indien stammen. Grundlage für die Beschlagnahme ist das so genannte Lacey-Gesetz, das den Import illegal geschlagenen Holzes in die USA verbietet, auch wenn die Gesetzesverstöße selbst nicht in den USA begangen wurden. Im Oktober 2011 wurde ein Antrag zur Änderung dieses Gesetzes in den Kongress eingebracht. Umweltschutzorganisationen wie Rettet den Regenwald beschuldigen Gibson, zusammen mit dem Holzkonzern APP hinter diesem Vorstoß zu stehen, und riefen international zu Protesten gegen Gibson und die angestrebte Gesetzesänderung auf. Im November 2011 veröffentlichte der Zoo Zürich eine Untersuchung, nach der die großen Mengen des von Gibson verarbeiteten Tropenholzes unmöglich aus legalen Forstkonzessionen stammen können. Sieben von acht Bäumen seien illegal gefällt worden; außerdem würde Holz auch im Nationalpark Masoala geschlagen. Der Gitarrenbauer stimmte einer Strafzahlung von 300.000 US-Dollar zu.

## Gitarren der Marke Gibson
Bald nachdem der Produktionsschwerpunkt Gibsons auf Gitarren verlagert worden war, nahmen Archtop-Gitarren („Jazzgitarren“, Schlaggitarren) einen besonderen Rang in der Produktpalette ein. Dies sind akustische Vollresonanzgitarren mit gewölbter, in der Regel geschnitzter Decke (und Boden) und F-Schalllöchern; Instrumente, die zumeist mit Stahlsaiten gespielt werden. Das Konstruktionsprinzip dieser Instrumente ist dem des Geigenbaus entlehnt. Berühmte Archtop-Gitarrenmodelle, die seit den 1920er- und 1930er-Jahren praktisch unverändert gebaut werden, sind die Gibson Super 400, die Gibson L-5, sowie seit den 50er-Jahren die Gibson ES-175 und die Gibson Byrdland. Diese vier aufgeführten Modelle stehen aufgrund ihrer aufwendigen und hochwertigen Herstellung bis zur Gegenwart an der Spitze von Gibsons Produktsortiment.
Die vom Unternehmen seit den 1930er-Jahren verwendete Typenbezeichnung „ES“ für zahlreiche ihrer Gitarrenmodelle steht als Abkürzung für Electric-Spanish, wobei das Attribut Spanish vom Unternehmen ausschließlich verwendet wird, um hochkant, also mit aufrecht stehendem Korpus gespielte Instrumente von den mit flachliegendem Korpus gespielten Lap-Steel-Gitarren abzugrenzen. Dies wird vom Unternehmen jedoch ausschließlich für seine Voll- und Halbresonanz-Gitarren angewendet; keine der seit Anfang der 1950er-Jahre von Gibson entwickelten Solidbody-E-Gitarren trägt diese Bezeichnung.
Einen Meilenstein in der Entwicklung der Gitarre setzte Gibson im Jahr 1936 mit dem Modell ES-150, der ersten industriell in Serie produzierten Gitarre mit elektromagnetischem Tonabnehmer. Dieses Instrument wurde durch den Jazz-Gitarristen Charlie Christian bekannt, der damit (und mit einem Gibson-Gitarrenverstärker vom Typ EH-150) ab 1939 in der Band von Benny Goodman die Rolle der Gitarre im Bandgefüge vom ausschließlich begleitenden Rhythmusinstrument zum vollwertigen Soloinstrument weiterentwickelte. Dies war der von Gibson zur Serienreife geführten elektrischen Verstärkung zu verdanken, welche ermöglichte, dass Gitarristen nun auch in Big-Bands mit ausreichend Lautstärke spielen konnten, um gleichberechtigt neben anderen Soloinstrumenten zu stehen. Der Tonabnehmertyp der von Christian gespielten ES-150, ein Einzelspuler (Single Coil), wird seitdem als Charlie-Christian-Pickup bezeichnet.
Neben Vollresonanz-Gitarren baut Gibson seit Ende der 1950er-Jahre auch elektrisch verstärkte sogenannte Semiakustik-Halbresonanzgitarren. Das vom Unternehmen entwickelte Konstruktionsprinzip beruht auf einem flachen Hohlkorpus (semi-hollow) mit gewölbter Decke, in den mittig ein mit Decke und Boden verbundener Massivholzblock eingeleimt wird. Dies verhilft den Instrumenten zu einer geringeren Anfälligkeit für akustische Rückkopplungen und ermöglicht damit lautere elektrische Verstärkung als mit Vollresonanz-Gitarren umsetzbar. Das am weitesten verbreitete Halbresonanzmodell von Gibson ist die 1958 eingeführte ES-335, die von unzähligen Gitarristen in vielen Sparten der populären Musik eingesetzt wird.
Noch konsequenter in Richtung höheren Lautstärkepotentials zielten die bereits Anfang der fünfziger Jahre erschienenen ersten Solidbody-E-Gitarren von Gibson – Instrumente mit einem akustisch kaum resonierenden Massivholzkorpus, bei denen die elektrische Verstärkung für die Schallerzeugung unverzichtbar ist.

### Die Solidbody-E-Gitarre Les Paul
Die erste und bekannteste Solidbody-Gitarre von Gibson ist das 1952 erstmals vorgestellte Modell Les Paul, welches nach einem der (zur Zeit der Markteinführung des Instruments) bekanntesten US-amerikanischen Gitarristen benannt ist – nach Les Paul, eigentlich Lester William Polfus. Nach der Fender Telecaster war die Gibson Les Paul die zweite industriell in Serie gefertigte Solidbody-E-Gitarre.
Aufgrund des Erfolges des Konkurrenten Leo Fender mit der Telecaster und der gestiegenen Nachfrage nach Massivholz-Gitarren suchte Gibson nach Möglichkeiten einer Marktbeteiligung. Man erinnerte sich an den Mann, dessen Gitarren-Eigenbau die Firma Ende der 1940er-Jahre noch als „Besenstiel mit Saiten“ abgelehnt hatte. Dieser Prototyp aus dem Jahr 1941, von seinem Konstrukteur Les Paul scherzhaft auch The Log (der Klotz) genannt, bestand im Wesentlichen aus den Korpushälften einer mittig durchgesägten Vollresonanzgitarre, die links und rechts an einen mit Tonabnehmern und Gitarrenhals versehenen Massivholzbalken angeleimt waren. Dieses eher grobschlächtig konstruierte Instrument wurde zu einer maßgeblichen Inspiration für die Entwicklung der Les Paul-E-Gitarre und war der Auslöser einer langjährigen Zusammenarbeit mit dem Gitarristen.
Ende der 1950er-Jahre wurden die ersten Les-Paul-Gitarren und andere Gibson-Modelle mit Humbucker-Tonabnehmern zur elektrischen Verstärkung ausgestattet – einem Tonabnehmermodell, welches durch gegenläufig mit Kupferdraht umwickelte Paare von Stabmagneten die durch elektromagnetische Einstreuungen erzeugten Brummgeräusche unterdrückt. Dieser Tonabnehmertyp ist bis heute der am meisten verwendete an Gibson-E-Gitarren. Er fand zahlreiche Nachahmer, trotz der zunächst bis 1962 jedem Exemplar beigefügten Warnung von Gibson an Kopisten: „P.A.F.“, Abkürzung für Patent Applied For (Patent beantragt); ein Zusatz, der sich als inoffizielle Bezeichnung für diesen frühen Humbucker-Typ etablierte.

### Weitere Solidbody-Gitarrenmodelle von Gibson
Neben der Les Paul entwickelte Gibson seit den späten 1950er-Jahren eine Reihe weiterer E-Gitarren-Typen. Von diesen traten einige durch ihr innovatives und unkonventionelles Design hervor, ihr Markterfolg fiel jedoch äußerst unterschiedlich aus und stellte sich teilweise erst Jahre nach der Ersteinführung der Modelle ein.

#### SG
Als in der zweiten Hälfte der fünfziger Jahre der Umsatz der Les Paul erste Einbrüche zeigte, reagierte Gibson 1958 mit der Einführung der als eine radikalere Form der Les Paul konzipierten SG – ein Modell mit flachem Korpus und zwei spitzen Korpushörnern, ursprünglich vorgestellt als Les Paul SG. Aufgrund eigenem Missfallen an diesem Instrument und aus privaten Gründen unterbrach Les Paul 1962 jedoch vorübergehend seine Kooperation mit Gibson, was dazu führte, dass der Name des Modells auf den bis heute verwendeten Modellnamen SG (für Solid Guitar) verkürzt wurde. Berühmte SG-Spieler sind oder waren, neben anderen, Eric Clapton (der in der Band Cream ein psychedelisch bemaltes Modell spielte), Angus Young von der Hardrock-Band AC/DC, Pete Townshend sowie Frank Zappa.

#### Melody Maker

59er Melody Maker mit zwei Singlecoil-Pickups

Die Melody Maker wird seit 1959 gebaut. Von der Form her ähnelt sie der Les Paul. Sie hat ebenfalls einen Single Cutaway, jedoch einen dünneren Korpus, einen Vollholz-Mahagonihals und kein Binding. Es wurden mehrere Varianten aufgelegt, so etwa mit einem Single-Coil-Pickup, mit zwei Single-Coils, mit kurzer Mensur und als zwölfsaitige Version.
Ab 1962 wurde die Melody Maker D entwickelt, eine Double-Cutaway-Gitarre, die sich an der SG orientierte.
Es gibt viele verschiedene Modelle der Melody Maker, die sich im Laufe der Jahre immer wieder änderten (Melody Maker D, All American II, Les Paul Melody Maker).
Im Jahr 2007 wurde die Melody Maker wieder als selbständiges Modell von Gibson eingeführt. Sie wird ausschließlich in Nashville (Tennessee) gebaut. Gibson gab an, dass sich das neue Modell exakt an der 59er Melody Maker orientiere. Das Instrument ist in den Farben Weiß, Schwarz und Sunburst mit mattem Finish erhältlich.
Die Melody Maker ist die einzige Gitarre von Gibson, die man neu unter 400 Euro erwerben kann, obwohl sie in den USA produziert wird. Als Sonderedition wurde 2008 ein Joan-Jett-Modell aufgelegt.
Laut Gibson war die Melody Maker in den Jahren von 1959 bis 1965 die erfolgreichste Gitarre des Konzerns.

Melody Maker
Kopfplatte

#### Modernistic: Explorer, Flying V und Moderne

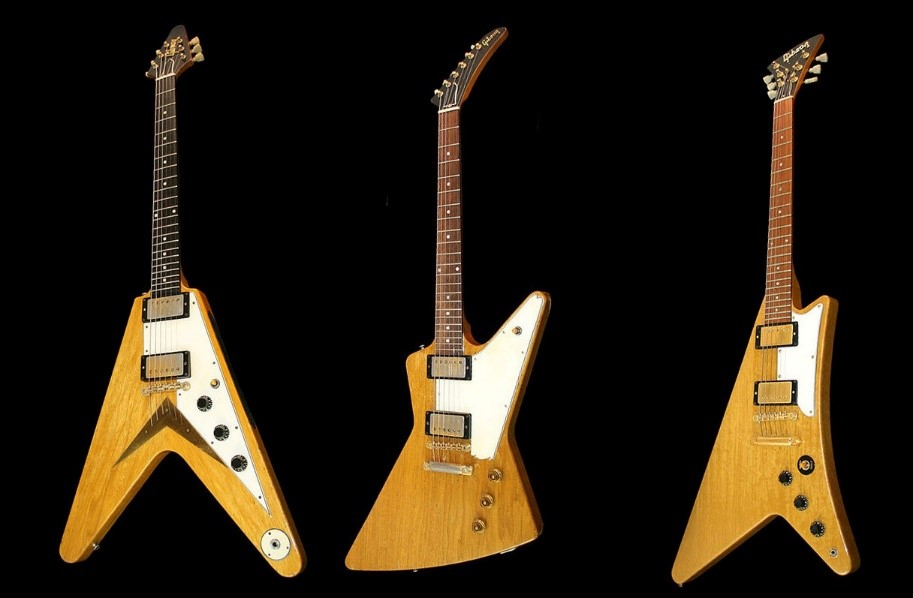
Die Gibson Modernistic-Serie: Flying V, Explorer und Moderne (v. Links)

Ebenfalls 1958 stellte das Unternehmen zwei weitere Entwürfe vor, die mit ihren ausladend spitzen Formen Aufsehen erregten und die von Gibson in einer Modernistic getauften Reihe angeboten wurden: die Explorer mit asymmetrisch gezackter Korpusform sowie die Flying V, ein Modell mit namensgebendem V-förmigem Korpus. Beide zielten ursprünglich besonders auf die Gitarristen des modernen Jazz ab. Das „futuristische“ Design sowohl der Flying V als auch der Explorer war zu deren Einführung seiner Zeit jedoch so weit voraus, dass die Instrumente von vielen Kunden abgelehnt und so zunächst zu kommerziellen Misserfolgen wurden. Im Vergleich zu den anderen Gibson-Modellen fanden diese Gitarren nur wenige Käufer, weshalb deren Produktion bald wieder eingestellt wurde. Die Erstauflage von Explorer und Flying V belief sich auf jeweils weniger als 100 Instrumente, die später zu gesuchten Sammlerstücken wurden.
Erst durch Musiker wie Jimi Hendrix, Marc Bolan und andere Gitarristen der 1960er- und 1970er-Jahre wurden Flying V und Explorer populär. Seit dieser Zeit sind diese Gitarren besonders bei Rockgitarristen beliebt – unter anderem aus dem Heavy-Metal-Genre – so dass sie sich nicht nur bis zur Gegenwart in der Produktpalette Gibsons befinden, sondern Kopien und Weiterentwicklungen beider Modelle auch von einigen anderen Herstellern, wie etwa ESP, erfolgreich angeboten werden.
Ein drittes Modell aus der Modernistic-Reihe schaffte es nicht bis zur Produktion: die Moderne, für die zwar 1957 ein Patent angemeldet wurde, von der jedoch lediglich Prototypen angefertigt wurden. Da von diesem Modell zwar wenige Fotos und Konstruktionspläne aber keine Instrumente erhalten blieben, erlangte die Moderne unter Gitarrenliebhabern einen mythengleichen Status, bis Gibson in den 1980er-Jahren eine kleine Auflage als Sonderserie herausbrachte. Die Futura, eine zugespitzte Variante der Explorer, schaffte es lediglich als preisgünstigeres Modell bei der Tochterfirma Epiphone in die Serienproduktion. Des Weiteren brachte Gibson sogenannte reissue-Modelle der Flying V und der Explorer auf den Markt. Diese waren nur wiederaufgelegte Versionen der beiden Modelle. Sie setzten sich ebenfalls nicht auf dem Markt durch.

#### Firebird
Im Jahr 1963 stellte Gibson die Firebird vor – ein weiteres asymmetrisches Design, entworfen von Automobil-Designer Ray Dietrich, mit durchgehendem Hals, reverse (spiegelverkehrt) zugeschnittenem Korpus und Kopfplatte sowie mit Banjo-Stimmmechaniken ausgestattet. Auch dieses Modell fand trotz Versuchen des Unternehmens mit einem 1965 vorgestellten „gemäßigteren“ non-reverse-Modell in den ersten Jahren nach Markteinführung wenig Anklang bei Käufern. Jahre später wurde die Firebird schließlich wieder im ursprünglichen Design angeboten und hat sich bis in die Gegenwart einen verhältnismäßig kleinen Kreis von Liebhabern erhalten können. Einer der prominentesten darunter war der Blues-Rock-Gitarrist Johnny Winter.

#### Dark Fire
Die Gibson Dark Fire war eine Abwandlung der Les Paul, eine E-Gitarre mit speziell gekammertem Mahagoni-Korpus, durch den das Instrument erleichtert wird. Sie war an das Programm der Robot-Modelle angelehnt und mit einer weiterentwickelten Version des Powertune-Stimmsystems von Tronical und einem noch leistungsstärkeren Akku versehen, der über ein Stereo-Klinkenkabel und ein spezielles Interface sogar während des Spielens geladen werden konnte. Dieses Interface diente gleichzeitig dem Datenaustausch mit Studiogeräten oder einem PC. Herzstück des Instruments war die Chameleon Tone Technology – ein Equalizer-System, mit dessen Hilfe sehr variable Klangeinstellungen ermöglicht werden konnten. Verbaut waren sowohl ein Burstbucker 3 (Humbucker) und ein P-90H (Single Coil) als auch ein piezoelektrischer Tonabnehmer, der als Frequenz-Sensor fungierte und direkt in das Signal der magnetischen Tonabnehmer eingeblendet werden konnte. Damit zeichnete sich die Dark Fire als sehr vielseitige E-Gitarre aus, da sie eine EQ-Technologie (nicht zu verwechseln mit digitaler Emulation) sowie das Auto-Tuning mit gewaltiger analoger Klangvielfalt vereinte. Das Modell wurde von Marino Soumas und Anik Tanvir Mahamud designed und Ende 2008 erstmals vorgestellt. Aufgrund ausbleibenden kommerziellen Erfolges wurde die Herstellung des Modells bereits 2010 wieder eingestellt.

## Gibson E-Bässe
Gibson stellt ebenfalls E-Bässe her, die jedoch weit weniger Verbreitung haben als die Gitarren des Unternehmens. Der erste Gibson E-Bass, das Modell EB („EB“ steht für Electric Bass) wurde 1953 vorgestellt, rund zwei Jahre nach Einführung des ersten in Serie gefertigten Solidbody-E-Basses, des Fender Precision Bass. Der EB hatte einen violinenförmigen Massivkorpus mit gewölbter Decke und einen einzelnen elektromagnetischen Tonabnehmer am Griffbrettansatz. Weitere Besonderheiten des Modells waren die verwendeten Banjo-Mechaniken sowie ein zum Lieferumfang gehörender anschraubbarer langer Stachel. Letzterer sollte es den Musikern ermöglichen, das Instrument nicht nur wie eine Gitarre, sondern auch ähnlich wie ein Kontrabass auf den Boden aufgesetzt in aufrecht gehaltener Position zu spielen. Das Modell wurde zunächst bis 1958 produziert. 1970 erfolgte eine Neuauflage unter der geänderten Modellbezeichnung EB-1.
Spätere Bassmodelle der 1950er und -60er Jahre, unter den Namen EB-0 (ab 1959) bis EB-6 beziehungsweise SB und Les Paul verkauft, entlehnten ihr Design von Gibson-E-Gitarren wie der SG, den Modellen Les Paul und Les Paul Junior sowie der ES-335. Das 1963 erstmals vorgestellte Modell Thunderbird, bis in die Gegenwart einer der bekanntesten E-Bässe der Marke, griff das Design der gleichzeitig eingeführten E-Gitarre Firebird auf. Erst mit den ab 1973 angebotenen Modellen L9S Ripper und G1 Grabber hatte Gibson wieder völlig eigenständig gestaltete E-Bässe im Programm.
Der kommerzielle Erfolg fast sämtlicher Gibson-Bassmodelle blieb jedoch stets weit hinter denen des Konkurrenten Fender zurück. Gegenwärtig können Gibson-Bässe in der populären Musik als Randerscheinungen bezeichnet werden. Einzige Ausnahme ist das heute unter der hauseigenen Marke Epiphone vertriebene Modell Thunderbird, das einige Verbreitung unter Rockbassisten hat. Zu den wenigen prominenten Bassisten, die Gibson-Instrumente spielen, zählen Shavo Odadjian (System of a Down), Simon Gallup (The Cure), Kim Gordon (Sonic Youth), Jack Bruce (Cream), John Entwistle (The Who), Krist Novoselic (Nirvana), Mike Dirnt (Green Day), Jeordie White (Marilyn Manson) und Nikki Sixx (Mötley Crüe).

## Westerngitarren

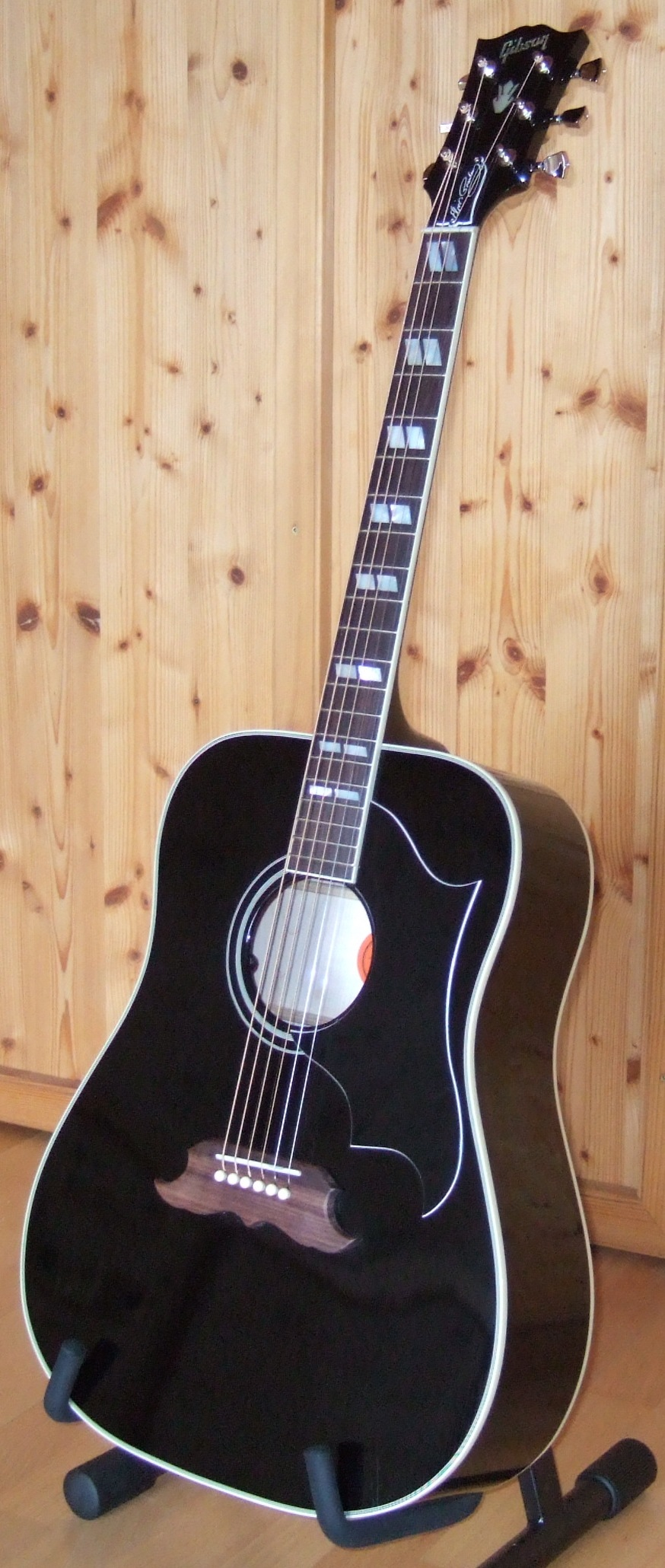
Eines der Signature-Modelle aus der Artist Serie: „Special Edition Elvis Presley Model“.

Gibson produziert seit den frühen Jahren des Unternehmens auch Akustische Gitarren mit flacher Decke (flat top) und rundem, am Griffbrettfuß positioniertem Schallloch. Den Einstand ins Flat-Top-Geschäft feierte Gibson 1928 mit der Nick Lucas.
Die Firma Martin Guitars brachte 1916 die ersten Dreadnought-Gitarren auf den Markt. Wegen der ungewöhnlichen Größe des Korpus dieser revolutionären Entwicklung wurde sie nach der gleichnamigen Schlachtschiffklasse der britischen Marine benannt. Diesen neuen Modellen von Martin war ein rascher Erfolg beschieden und so zog 1934 Gibson mit der J-45 nach, wobei diese im Gegensatz zu den geradschultrigen („square shoulder“) Martin-Modellen mit „runden Schultern“ („round shoulder“) gefertigt wurden. Die J-45 ist heute noch eine der beliebtesten Westerngitarren der Welt. Erst 1960 produzierte Gibson mit der Hummingbird auch eine Dreadnought mit geraden Schultern.
Nur drei Jahre nach der Vorstellung der J-45 präsentierte Gibson wiederum eine neue Korpusform, nämlich die SJ-200 („Super-Jumbo“), wobei der Prototyp der SJ-200 ursprünglich im Jahr 1937 als Sonderanfertigung für den „singenden Cowboy Hollywoods“ Ray Whitley gebaut wurde. Die Verbindung zwischen der Hollywood-Größe und Gibson startete gleichsam standesgemäß am Rande eines Rodeos im Madison Square Garden mit Rays Bestellung einer Custom Super Jumbo, die größer, schöner, lauter und auffälliger sein sollte als alles, was bis dato auf dem Markt war. Wegen der großen Nachfrage entschloss man sich 1938 das außergewöhnliche Instrument in Serie zu fertigen. Die Entwicklung der SJ-200 ist nie stehen geblieben, Gibson veränderte mehrmals ihr Aussehen und verbesserte stetig ihren Sound. Auch die üppige Korpusgröße der aktuell erhältlichen SJ entspricht mit einer maximalen Breite von 43,2 cm und einer Höhe von 53 cm nach wie vor den Standardabmessungen aus dem Jahre 1939.
Um eine preiswerte Alternative zur SJ-200 anzubieten, stellte Gibson 1951 die J-185 vor, womit die Korpusform der so genannten „Mini-Jumbo“ geboren wurde. Diese hatte eine um ca. 3 cm reduzierte untere Schulterbreite, dafür war ihr Korpus etwas tiefer. Das Ergebnis war eine Gitarre, die eine Spur weniger Bässe lieferte, aber dennoch durchsetzungsfähig blieb. Die Gitarre fand jedoch zunächst wenig Zuspruch und wurde deshalb 1959 wieder aus dem Programm genommen. In den 80er Jahren ließ der Gitarrenbaumeister der Firma Gibson, Ren Ferguson, die J-185 wieder aufleben und schuf eine überarbeitete Version der „Mini-Jumbo“ unter der gleichen Bezeichnung.
Westerngitarren von Gibson werden in Bozeman, Montana aus ausgewählten massiven und edlen Hölzern teilweise handgefertigt. Sie sind für ihren durchsetzungsfähigen, attackreichen und warmen Klang sowie ihre hochqualitative Verarbeitung bekannt und zählen neben anderen Instrumentenherstellern zu den beliebten Gitarren im höheren Preissegment. In der Regel wird auch jede Westerngitarre von Gibson mit einem Echtheitszertifikat und einer darin enthaltenen Seriennummer ausgeliefert, was die Einzigartigkeit von jedem einzelnen Instrument als Unikat unterstreichen soll.
Anders als viele Wettbewerber ließ Gibson zu keiner Zeit seine Gitarren in Billiglohnländern wie China, Taiwan oder Südkorea fertigen, womit Westerngitarren von Gibson nie unter ein gewisses Preisniveau fielen. Mit der so genannten Songmaker-Serie gibt es jedoch erstmals eine Westerngitarre von Gibson, die in die Preisklasse um 1.000 Euro fällt, dennoch aber in der Mutterfabrik in Bozeman hergestellt wird und aus massiven Hölzern verarbeitet ist. Auf optische Feinheiten wie Einlegearbeiten oder Bindings wurde hier aus Kostengründen fast völlig verzichtet.
Um die legendären Gibson-Gitarren zumindest der Form nach auch weniger gut betuchten Gitarristen zugänglich zu machen, werden Kopien dieser Instrumente von der Gibson-Tochterfirma Epiphone hergestellt und weltweit vertrieben. Im Gegensatz zu den originalen Vorbildern werden diese jedoch nicht in den USA, sondern im Fernen Osten produziert und sind in der Regel aus Hölzern geringerer Qualitätsstufe oder aus kostengünstigeren Laminaten hergestellt. Damit kommen sie optisch den Originalmodellen recht nahe.
Zu den prominentesten Spielern von Gibsons Westerngitarren zählten bzw. zählen u. a. Robert Johnson, Elvis Presley; John Lennon und Paul McCartney von den Beatles; Woody Guthrie, Rodney Crowell, Keb’ Mo’, Elvis Costello, Arlo Guthrie, Kris Kristofferson, Emmylou Harris, Jackson Browne, John Hiatt, Pete Townshend, Dwight Yoakam, Billie Joe Armstrong, Aaron Lewis, Brad Paisley, Sheryl Crow, Dave Grohl und KT Tunstall. Seit 1928 baut Gibson zu Ehren dieser Musiker immer wieder Signature-Modelle – die so genannte Artist-Serie. Es handelt sich dabei teils um Originalreplikate der von den Künstlern seinerzeit verwendeten Gitarren, oder auch zusammen mit dem Künstler entworfene Neuentwicklungen.

## Andere Produkte von Gibson
Auch in der Herstellung und im Vertrieb von Gitarrenverstärkern ist Gibson seit den 1930er-Jahren aktiv, dort jedoch in wesentlich geringerem Umfang als in der Produktsparte Gitarren. Das 1936 erstmals vorgestellte Verstärkermodell ES-150, zusammen mit der gleichnamigen Gitarre angeboten, zählte zu den ersten serienmäßig hergestellten Gitarrenverstärkern.
Die Firma Gibson ist auch weiterhin im Banjo- und Mandolinenbau tätig. Der Bluegrass-Musiker Earl Scruggs spielte als erstes Banjo ein blaues RB-11, dann ein Granada und schließlich das Earl Scruggs Golden DeLuxe. Die Gibson-Banjos, die vor dem Zweiten Weltkrieg hergestellt wurden (wie z. B. das Granada RB) werden in Fachkreisen zu den besten ihrer Art gezählt und sind die Wahl vieler professioneller Musiker.

## Liste bekannter Gibson-Gitarrenmodelle (Auswahl)
| Voll- und Halbresonanzgitarren: - Gibson Byrdland - Gibson ES-150 - Gibson ES-175 - Gibson ES-335 - Gibson ES-345TD - Gibson ES-350T - Gibson ES-355 - Gibson L-1 - Gibson L-5 - Gibson Little Lucille - Gibson Super 400 - Gibson Super V CES | Solidbody-E-Gitarren: - Gibson EDS-1275 - Gibson Explorer - Gibson Firebird - Gibson Flying V - Gibson Les Paul - Gibson Melody Maker - Gibson Moderne - Gibson SG | Westerngitarren: - Gibson J-45 - Gibson J-160 - Gibson J-160E (gespielt von George Harrison) - Gibson J-165 - Gibson J-180 - Gibson J-185 - Gibson J-200 - Gibson Hummingbird - Gibson Dove |